# 聖飢魔IIの教典一覧
聖飢魔IIの教典一覧（せいきまつのきょうてんいちらん）では、聖飢魔IIが発布した教典類（アルバム、シングル、ビデオほか）の一覧を取り上げる。

## 大教典(アルバム)
| 教典名                                                     | 発布日                                                                                      | 説明 | 備考 |
| ---------------------------------------------------------- | ------------------------------------------------------------------------------------------- | --- | --- |
| 聖飢魔II〜悪魔が来たりてヘヴィメタる                       | B.D.14年（1985年）9月21日                                                                   | 第一大教典。「地獄の皇太子」や「悪魔組曲」などを収録した地球デビュー盤。 | 『BURRN!(1985年11月号)』のアルバムレビューコーナーで当時編集長だった酒井康に雑誌史上初の0点と評価された。 売上枚数は日本のヘヴィ・メタル史上初めて10万枚を突破した。 |
| THE END OF THE CENTURY                                     | B.D.13年（1986年）4月2日                                                                    | 第二大教典。「蝋人形の館」や「FIRE AFTER FIRE」などを収録。この後、ベースのゾッド星島が脱退し、ゼノン石川が加入。 | |
| 地獄より愛をこめて                                         | B.D.13年（1986年）11月21日                                                                  | 第三大教典。「アダムの林檎」や「EL・DO・RA・DO」などを収録。半数以上の曲がジェイル大橋作曲だが、この大教典を最後に脱退。 | |
| BIG TIME CHANGES                                           | B.D.12年（1987年）11月21日                                                                  | 第四大教典。最後の構成員Sgt. ルーク篁III世が加入し、「1999 SECRET OBJECT」などを収録。デーモン小暮以外の4名が作曲に参加。 | |
| THE OUTER MISSION                                          | B.D.11年（1988年）12月09日                                                                  | 第五大教典。レベッカの土橋安騎夫がプロデュースを担当。「WINNER!」や「RATSBANE」などを収録。 | |
| WORST                                                      | B.D.10年（1989年）09月21日                                                                  | 第六大教典。ニューヨークで制作された、一部又は全部新しく録音された曲やリミックス曲を含むベスト盤。大教典としては「STAINLESS NIGHT」と「白い奇蹟」を初収録。 | 極悪集大成盤 |
| 有害                                                       | B.D.9年（1990年）9月9日                                                                     | 第七大教典。「有害ロック」や「嵐の予感」などを収録。 | |
| 愛と虐殺の日々                                             | B.D.8年（1991年）12月13日                                                                   | 第八大教典。地球デビューから91年までの、爆裂聖飢魔IIの楽曲を含む全小教典のAB両面の楽曲全ての他、未発表曲「GOOD NIGHT MELODIES」など全26曲収録。 | 歴代小教典大全 |
| LIVE! BLACKMASS IN LONDON                                  | B.D.7年（1992年）3月13日                                                                    | 第九大教典。1991年にロンドンで行われた黒ミサを収録。MCを含めほぼ全曲が英語で歌われている。 | 実況録音盤 |
| 恐怖のレストラン                                           | B.D.7年（1992年）10月21日                                                                   | 第十大教典。「鬼」や「満月の夜」などを収録。なお、この教典のアルバムアートはスクリーミング・マッド・ジョージが手がけている。 | |
| PONK!!                                                     | B.D.5年（1994年）7月1日                                                                     | 第十一大教典。「闘う日本人」や「TEENAGE DREAM」などを収録。 | |
| メフィストフェレスの肖像                                   | B.D.03年（1996年）6月21日                                                                   | 第十二大教典。ソニーからBMG移籍後最初の大教典で、「野獣」や「HOLY BLOOD」などの他、ダミアン浜田やジェイル大橋による曲を収録。 | |
| NEWS                                                       | B.D.02年（1997年）7月2日                                                                    | 第十三大教典。「真昼の月」や「BRAND NEW SONG」などを収録。 | |
| MOVE                                                       | B.D.1年（1998年）7月23日                                                                    | 第十四大教典。「MASQUERADE」や「空の雫」などを収録。ジョー・リノイエがプロデューサーとして参加。 | |
| 1999 BLACK LIST                                            | D.C.元年（1999年）5月21日                                                                   | 第十五大教典。主に初期と後期の楽曲を収録し、BMGからリリースされたベスト盤。ソニー時代の楽曲は「嵐の予感」を除いて新たに録音された。新曲「敗れざる者たち」収録。初回盤のハードカバーとディスクレーベルの色から、通称「銀盤」と呼ばれる。                                                                                     | 本家極悪集大成盤 |
| 1999 BLOOD LIST                                            | D.C.元年（1999年）7月1日                                                                    | 第十六大教典。初期から中期の楽曲を収録し、古巣ソニーからリリースされたベスト盤。新曲は含まれていないが、「BATTLER」の演奏と、「WINNER!」と「BAD AGAIN」のヴォーカルは1999年に新しく録音されたもの。冒頭に語りが付け加えられている曲がいくつかある。初回盤のハードカバーとディスクレーベルの色から、通称「金盤」と呼ばれる。 | 元祖極悪集大成盤 |
| LIVING LEGEND                                              | D.C.元年（1999年）10月21日                                                                  | 第十七大教典。オリジナル盤としては最後の大教典。「20世紀狂詩曲」や「HEAVY METAL IS DEAD」などを収録。 | |
| 聖飢魔II 個悪魔活動大選抜                                  | D.C.元年（1999年）11月3日                                                                   | 1990年から1995年の各メンバーの個悪魔（ソロ）活動のベスト盤。デーモン小暮及び小暮伝衛門名義の各2曲と、RX、エース清水及びルーク篁名義の各3曲の計13曲収録。 | 収録内容 1. REFRAIN OF LOVE（デーモン小暮） 2. STREET GAMES（エース清水） 3. ロック・スターの悲劇って…（ルーク篁） 4. CHEMICAL REACTION（RX） 5. REMEMBER FLAME（ルーク篁） 6. LOVE ROMANCE（デーモン小暮） 7. BRING YOU BACK TO ME（エース清水） 8. S.T.F（RX） 9. DREAM OF THE LOTUS LAND（ルーク篁） 10. 彷徨 SA・MA・YO・I（エース清水） 11. 桜の森（小暮伝衛門） 12. WAR CLOUD（RX） 13. 縁（小暮伝衛門） |
| THE BLACK MASS FINAL 3 NIGHTS                              | D.C.2年（2000年）3月8日                                                                     | 第十八大教典。1999年12月29日から31日にかけて行われた解散前最後の黒ミサ「THE ULTIMATE BLACK MASS」の一部（全25曲）を収録。 | 実況録音盤 |
| DEVIL BLESS YOU! 〜聖飢魔II FINAL WORKS〜                  | D.C.2年（2000年）11月22日                                                                   | 第十九大教典。「G.G.G.」を収録する唯一の大教典で、既発曲の別ヴァージョン（違いが微妙なものもある）や大教典未収録曲等を含む。初回盤のハードカバーとディスクレーベルの色から、通称「銅盤」と呼ばれる。 | 極悪集大成盤 |
| 聖飢魔II 入門教典 THE BEST OF THE WORST                    | D.C.5年（2003年）6月25日                                                                    | 第二十大教典。タイトル通り、初心者のための選曲によるベスト盤で全28曲収録。1999年に新たに録音がなされた楽曲についてはその新録版が収録されており、上記「銀盤」及び「金盤」にあった語りはカットされている。なお、このアルバムでしか聴けないのは「心の叫び」と「STORMY NIGHT」のライヴ・メドレーのみである。                    | 極悪集大成盤 |
| THE LIVE BLACK MASS B.D.3 メフィストフェレスの陰謀         | D.C.7年（2005年）7月6日                                                                     | 第二十一大教典。1996年11月に中野サンプラザで行われた黒ミサを収録。 | 実況録音盤 |
| オールスタンディング処刑 THE LIVE BLACK MASS D.C.7         | D.C.8年（2006年）3月29日                                                                    | 第二十二大教典。D.C.7年（2005年）12月11日、BLITZ YOKOHAMAでの「THE SPECIAL BLACK MASS オールスタンディング処刑(一部を除く)」を収録。 | 実況録音盤 |
| 恐怖の復活祭 THE LIVE BLACK MASS D.C.7 SELECTION +α        | D.C.8年（2006年）5月24日                                                                    | 第二十三大教典。D.C.7年（2005年）12月26日、東京国際フォーラム ホールAでの「THE LIMITED BLACK MASS TOUR D.C.7 恐怖の復活祭 FINAL」を収録。さらに配信小教典として発布された5曲と「MOTHER EARTH」（未発表曲）を収録。 | 実況録音盤+配信小教典集 |
| 悪魔 NATIVITY "SONGS OF THE SWORD"                         | D.C.11年（2009年）7月15日 （日本国外：iTunes Store） D.C.11年（2009年）9月16日 （日本国内） | 第二十四大教典。初回限定盤は「EL DORADO」のVideo Clipを収録したDVDとのセットになっている。 通常盤には新曲「PANDEMIC CARRIERS」が収録されている。 | |
| 悪魔RELATIVITY                                             | D.C.12年（2010年）7月28日                                                                   | 第二十五大教典。 | |
| A QUARTER CENTURY OF REBELLION -世界的極悪集大成盤-        | D.C.12年（2010年）7月28日                                                                   | 第二十六大教典。 | 世界的極悪集大成盤 |
| ICBM OSAKA -妖艶!+震撼!+爆笑!=究極炎上!!-                  | D.C.13年（2011年）3月2日                                                                    | 第二十七大教典。 | 実況録音盤 |
| TRIBUTE TO JAPAN - THE BENEFIT BLACK MASS 2 DAYS, D.C.13 - | D.C.14年（2012年）6月20日                                                                   | 第二十八大教典。 | 実況録音盤 |
| 121212 -再集結大黒ミサ-                                    | D.C.14年（2012年）12月12日                                                                  | 第二十九大教典。 | 実況録音盤 |
| 愛と虐殺の日々〜歴代小教典 ソニー時代完全盤〜              | D.C.15年（2013年）11月27日                                                                  | 第八大教典「愛と虐殺の日々」をリニューアルし、さらにその後発売されたソニー時代の小教典全てとそのカップリング曲、そしてTV用企画で録音された「BAD AGAIN ~反叛童真~」(広東語Ver.)を収録したもの。Blu-spec CD2仕様。 | 歴代小教典大全 |
| XXX -THE ULTIMATE WORST-                                   | D.C.17年（2015年）8月26日                                                                   | 第三十大教典。聖飢魔Ⅱ史上初となるオールタイムズ極悪集大成盤。構成員自ら選曲した全46曲を収録。「真昼の月」は未発表バージョンでの収録。全曲リマスタリング、Blu-spec CD2仕様。 | 極悪集大成盤 |
| 全席死刑 -LIVE BLACK MASS 東京-                            | D.C.18年（2016年）4月13日                                                                   | 第三十一大教典。 | 実況録音盤 |
| 続・全席死刑 -LIVE BLACK MASS 大阪-                        | D.C.18年（2016年）7月27日                                                                   | 第三十二大教典。 | 実況録音盤 |
| 地獄の再審請求 -LIVE BLACK MASS武道館-                     | D.C.18年（2016年）10月26日                                                                  | 第三十三大教典。「控訴」「上告」の両日より厳選して収録。 | 実況録音盤 |
| BLOODIEST                                                  | D.C.24年（2022年） 8月24日＜カセットテープ＞ 9月21日＜CD＞ 11月9日＜レコード＞              | 第三十四大教典。『LIVING LEGEND』以来23年ぶり、解散後初のオリジナル大教典。 | |
| 35++執念の大黒ミサツアー -大阪-                            | D.C.25年（2023年）7月5日                                                                    | 第三十五大教典。 | 実況録音盤 |
| 35++周年の大黒ミサツアー -東京FINAL-                       | D.C.25年（2023年）10月25日                                                                  | 第三十六大教典。 | 実況録音盤 |
| Season II                                                  | D.C.27年（2025年）7月2日                                                                    | 第三十七大教典。 | |

## 小教典(シングル)

### 小教典や最大小教典ほか
| 教典名                                   | 発布日                     | 備考 |
| ---------------------------------------- | -------------------------- | --- |
| 蠟人形の館                               | B.D.13年（1986年）4月2日   | |
| アダムの林檎                             | B.D.13年（1986年）11月1日  | |
| EL・DO・RA・DO                           | B.D.12年（1987年）3月21日  | |
| 1999 SECRET OBJECT                       | B.D.12年（1987年）11月21日 | |
| STAINLESS NIGHT                          | B.D.11年（1988年）5月21日  | |
| BIG TIME SURRENDER                       | B.D.11年（1988年）7月21日  | 番外（企画盤） 収録内容 1. STAINLESS NIGHT 2. 1999 SECRET OBJECT 3. BIG TIME CHANGES 4. EL.DO.RA.DO                                                          |
| WINNER!                                  | B.D.11年（1988年）10月21日 | |
| 白い奇蹟                                 | B.D.10年（1989年）8月2日   | |
| BAD AGAIN 〜美しき反逆〜                 | B.D.9年（1990年）2月1日    | - BAD AGAIN 〜美しき反逆〜：『全員出席!笑うんだってば』エンディング・テーマ                                                                                  |
| 有害ロック                               | B.D.9年（1990年）7月21日   | |
| ファラオのように                         | B.D.9年（1990年）10月21日  | |
| 赤い玉の伝説                             | B.D.8年（1991年）1月21日   | - 赤い玉の伝説：映画『陽炎』主題歌 |
| 夏休み                                   | B.D.8年（1991年）7月25日   | 「爆裂聖飢魔II」名義 |
| 正義のために                             | B.D.7年（1992年）7月1日    | |
| 満月の夜                                 | B.D.7年（1992年）9月21日   | |
| 世界一のくちづけを                       | B.D.6年（1993年）10月21日  | |
| TEENAGE DREAM                            | B.D.5年（1994年）6月06日   | |
| 闘う日本人                               | B.D.5年（1994年）6月6日    | |
| 赤い玉の伝説（リマスター・ヴァージョン） | B.D.3年（1996年）2月1日    | リマスター再発盤 - 赤い玉の伝説（リマスター・ヴァージョン）：映画『陽炎II』主題歌                                                                            |
| 野獣                                     | B.D.3年（1996年）5月22日   | |
| 悪魔のメリークリスマス（青春編）         | B.D.3年（1996年）12月13日  | |
| Brand New Song/虚空の迷宮                | B.D.2年（1997年）4月23日   | TVアニメタイアップ盤 - 虚空の迷宮：『MAZE☆爆熱時空』オープニング主題歌                                                                                       |
| 真昼の月〜MOON AT MID DAY〜              | B.D.2年（1997年）6月21日   | |
| 空の雫                                   | B.D.1年（1998年）2月1日    | |
| MASQUERADE                               | B.D.1年（1998年）7月3日    | |
| 蠟人形の館 '99                           | D.C.元年（1999年）4月21日  | 最大小教典 |
| 20世紀狂詩曲                             | D.C.元年（1999年）9月22日  | 最大小教典 |
| 荒涼たる新世界/PLANET / THE HELL         | D.C.18年（2016年）4月13日  | TVアニメタイアップ盤 - 両曲とも：『テラフォーマーズ リベンジ』オープニング主題歌                                                                             |
| 呪いのシャ・ナ・ナ・ナ/GOBLIN'S SCALE    | D.C.18年（2016年）6月15日  | ダブルタイアップ盤 - 呪いのシャ・ナ・ナ・ナ：映画『貞子vs伽椰子』主題歌 - GOBLIN'S SCALE：ワールドプロレスリング(2016年)6・7月度のファイティングミュージック |
| Kiss U Dead Or Alive                     | D.C.27年（2025年）4月9日   | アナログ盤 Side Aに「Kiss U Dead Or Alive」、Side Bに「老害ロック」収録                                                                                      |

### 配信小教典
着うた/着うたフル/Moraにて、2005年10月3日-2005年12月31日の期間限定で配信(MoraはSURPRISE!のみ)。
- 蒼き風 紅き風 （D.C.7年10月3日発布開始)
- HEAVY DUTY BABY （D.C.7年10月10日発布開始)
- SURPRISE! （D.C.7年10月17日発布開始)
- T列車で行こう （D.C.7年10月24日発布開始)
- I AM HERE （D.C.7年10月31日発布開始)

これらの楽曲は『恐怖の復活祭 THE LIVE BLACK MASS D.C.7 SELECTION +αDisc3』に収録されている。

## 活動絵巻教典
| #  | 教典名                                                                                               | 発布日                     | 備考 |
| -- | --- | -------------------------- | --- |
| 1  | 悪魔の黒ミサ                                                                                         | B.D.12年（1987年）4月1日   | B.D.13年（1986年）の大黒ミサツアーの模様を収録。改造手術を終えたばかりの為、デーモン閣下は基本的にスーパーデーモンカー・ターボGTロイヤルサルーンや舞台装置に座りながら歌っている。 |
| 2  | 悪魔教典活動絵巻                                                                                     | B.D.11年（1988年）12月21日 | ビデオクリップ集 |
| 3  | THE OUTER MISSION                                                                                    | B.D.10年（1989年）7月21日  | ビデオクリップ集 |
| 4  | B.D.10 武道館 THE WORST BLACK MASS TOUR                                                              | B.D.9年（1990年）7月1日    | B.D.10年（1989年）、日本武道館で行われた「WORST BLACK MASS TOUR」の模様を収録 |
| 5  | 無害                                                                                                 | B.D.8年（1991年）2月21日   | ビデオクリップ集 |
| 6  | 超有害行脚                                                                                           | B.D.8年（1991年）6月1日    | B.D.9年（1990年）、東京ベイNKホールで行われた「超有害大黒ミサ行脚」の模様を収録 |
| 7  | 実録! 欧州非常事態宣言                                                                               | B.D.7年（1992年）3月25日   | B.D.8年（1991年）11月、スペイン・セビリアとイギリス・ロンドンで行われた初の海外での黒ミサの模様を収録                                                                              |
| 8  | HUMANE SOCIETY 〜人類愛に満ちた社会〜                                                                | B.D.7年（1992年）7月1日    | 動画教典（アニメ） |
| 9  | まわりやがれ                                                                                         | B.D.5年（1994年）10月21日  | ビデオクリップ集 |
| 10 | オール悪魔総進撃! THE SATAN ALL STARS                                                                | B.D.4年（1995年）11月22日  | B.D.4年（1995年）、日比谷野外音楽堂で行われた「THE SATAN ALL STARS」の模様を収録                                                                                                   |
| 11 | SEIKIMANIA                                                                                           | B.D.4年（1995年）11月22日  | ビデオクリップ集 |
| 12 | ふるさと総・世紀末計画 CM何十連発!?                                                                  | D.C.1年（1999年）6月23日   | D.C.2年（1998年）、47都道府県で行われた「ふるさと総・世紀末化計画」の模様と、聖飢魔IIが全国のローカルCMにノーギャラで出演した際の映像を収録                                        |
| 13 | 歴代活動絵巻集 BLACK LIST                                                                            | D.C.1年（1999年）11月20日  | ビデオクリップ集 |
| 14 | 歴代活動絵巻集 BLOOD LIST                                                                            | D.C.1年（1999年）12月1日   | ビデオクリップ集 |
| 15 | 活動絵巻 THE BLACK MASS FINAL 3 NIGHTS                                                               | D.C.2年（2000年）7月26日   | D.C.1年（1999年）12月29日から31日にかけて東京ベイNKホールで行われた解散前最後の黒ミサ「THE ULTIMATE BLACK MASS」の模様を抜粋して収録                                               |
| 16 | BACK STAGE OF 聖飢魔II〜ウラビデオ〜                                                                 | D.C.2年（2000年）7月26日   | 解散までの3ヶ月間に密着したドキュメント |
| 17 | THE ULTIMATE BLACK MASS [COMPLETE]                                                                   | D.C.2年（2000年）11月8日   | 「THE ULTIMATE BLACK MASS」の模様が全て収録された完全盤 |
| 18 | 聖飢魔II活動絵巻合体教典～LIVES&CLIPS～                                                              | D.C.5年（2003年）6月25日   | BMG時代に発売された「活動絵巻集 BLACK LIST」と「活動絵巻 THE BLACK MASS FINAL 3NIGHT」の活動絵巻教典を収録                                                                         |
| 19 | ふるさと総・世紀末計画 COMPLETE 「全都道府県網羅びっくりショー!」 THE LIVE BLACK MASS IN TOKYO (+α?) | D.C.6年（2004年）3月24日   | B.D.1年(1998年)5月に新宿リキッドルームで行われた黒ミサの模様と、活動絵巻教典「ふるさと総・世紀末計画 CM何十連発!?」を収録                                                          |
| 20 | メフィストフェレスの陰謀 活動絵巻 ～THE LIVE BLACK MASS B.D.3～                                      | D.C.7年（2005年）11月9日   | B.D.5年（1996年）11月に中野サンプラザで行われた黒ミサの模様を収録 |
| 21 | 舞踊歌劇・怒羅吸裸 ～THE LIVE BLACK MASS B.D.4～                                                     | D.C.7年（2005年）11月9日   | B.D.6年（1995年）8月に北海道の美唄市東明公園で行われた黒ミサの模様を収録 |
| 22 | オールスタンディング処刑 THE LIVE BLACK MASS D.C.7                                                   | D.C.8年（2006年）4月26日   | 地球デビュー20周年期間限定再集結による、D.C.7年(2005年)12月に横浜ブリッツにて行われた黒ミサを収録                                                                                  |
| 23 | 活動絵巻 恐怖の復活祭 FINAL THE LIVE BLACK MASS D.C.7                                                | D.C.8年（2006年）6月21日   | 地球デビュー20周年期間限定再集結による、D.C.7年(2005年)12月に東京国際フォーラムにて行われた黒ミサを収録                                                                            |
| 24 | ウラビデオ II                                                                                        | D.C.8年（2006年）6月21日   | 地球デビュー20周年期間限定再集結に密着したドキュメント |
| 25 | ICBM:米仏韓日 -Inter Continental Black Mass:U.S.A./FRANCE/KOREA/JAPAN-                               | D.C.13年（2011年）3月2日   | 地球デビュー25周年期間限定再集結による、アメリカ・フランス・韓国で行われた大黒ミサ・ツアー「聖飢魔II ICBM (Inter Continental Black Mass) TOUR」を収録                              |
| 26 | 魔暦12年12月12日 -Inter Continental Black Mass:TOKYO FINAL-                                          | D.C.13年（2011年）4月13日  | 地球デビュー25周年期間限定再集結による大黒ミサ・ツアー「聖飢魔II ICBM (Inter Continental Black Mass) TOUR」の内、東京国際フォーラムにて行われた大黒ミサを収録                      |
| 27 | ウラビデオ 3 -THE BACK STAGE OF SEIKIMA XXV-                                                         | D.C.13年（2011年）6月22日  | 地球デビュー25周年期間限定再集結に密着したドキュメント |
| 28 | Tribute to JAPAN -活動絵巻 両国国技館2DAYS-                                                          | D.C.14年（2012年）6月20日  | 聖飢魔II出演パートのみを収録 |
| 29 | 全席死刑 -LIVE BLACK MASS 東京-                                                                      | D.C.18年（2016年）6月15日  | 地球デビュー30周年期間限定再集結による全国ツアー「全席死刑TOUR」の内、D.C.17年(2015年)10月に東京国際フォーラムにて行われた大黒ミサの模様を収録                                     |
| 30 | 続・全席死刑 -LIVE BLACK MASS 大阪-                                                                  | D.C.18年（2016年）8月24日  | 地球デビュー30周年期間限定再集結による全国ツアー「続・全席死刑TOUR」の内、D.C.18年(2016年)1月に大阪・オリックス劇場にて行われた大黒ミサの模様を収録                                |
| 31 | 地獄の再審請求 -LIVE BLACK MASS 武道館-                                                              | D.C.18年（2016年）11月23日 | D.C.18年(2016年)2月に行われた地球デビュー30周年期間限定再集結による武道館ミサを収録                                                                                                |
| 32 | ウラビデオ4 -THE BACK STAGE OF SEIKIMA XXX-                                                          | D.C.19年（2017年）3月29日  | 地球デビュー30周年期間限定再集結に密着したドキュメント |
| 33 | 聖飢魔II 期間再延長再集結「35++執念の大黒ミサツアー -東京FINAL-」                                    | D.C.25年（2023年）11月29日 | D.C.25年(2023年)に東京国立代々木競技場第一体育館で行われた大黒ミサツアーFINAL(千秋楽)の模様を収録。                                                                                |
| 34 | ウラビデオ5 - 実録！4年越しの『35周年』                                                              | D.C.26年（2024年）4月10日  | 地球デビュー35周年期間限定再集結に密着したドキュメント |

## 読物教典・絵巻教典
- 聖魔伝説
- SATAN ALL STARS 地球デビュー10周年記念絵巻
- 悪魔の黙示録
- ひとでなし（D.C.8年6月6日発布）
- 無冠の帝王 聖飢魔II 地球デビュー25年目の大検証
- 聖飢魔Ⅱ30th Anniversary ルーク篁参謀／ジェイル大橋代官
- 聖飢魔Ⅱ30th Anniversary ゼノン石川和尚／ライデン湯澤殿下
- 聖飢魔II 歴代黒ミサツアーパンフレット - B.D.13(1986年)からD.C.18(2016年)までの黒ミサツアーのパンフレットを電子書籍として復刻したもの。
  - THE GREAT BLACK MASS TOUR WELCOM TO THE DEATHLAND
  - THE GREAT BLACK MASS TOUR'87
  - THE GREAT BLACK MASS TOUR'88 SPECIAL
  - THE GREAT BLACK MASS TOUR'88～'89 異次元探査転生
  - THE WORST BLACK MASS TOUR「B.D.10」
  - THE GREATEST BLACK MASS TOUR「B.D.9～8」 超有害大黒ミサ行脚「B.D.9～B.D.8」
  - THE GREATEST BLACK MASS TOUR B.D.7 虐殺の旅立ち B.D.7
  - THE GREAT BLACK MASS TOUR B.D.6 恐怖のレストラン・地獄のグルメナイト
  - THE GREATEST BLACK MASS TOUR B.D.5 MONSTERS OF PONK!!
  - 地球デビュー10周年記念「オール悪魔総進撃!!」
  - ALL STANDING CLUB TOUR「BRAND NEW BLACK MASS TOUR B.D.2」
  - THE BLACK MASS GREAT TOUR B.D.1～日本全都道府県網羅～「ふるさと総・世紀末」
  - THE GREAT BLACK MASS TOUR「1999」
  - THE FINAL BLACK MASS TOUR Living Regend
  - THE ULTIMATE BLACK MASS
  - THE LIMITED BLACK MASS TOUR D.C.7 恐怖の復活祭 THE SPECIAL BLACK MASS
  - THE LIMITED BLACK MASS TOUR D.C.7 恐怖の復活祭 FINAL
  - ICBM(Inter Continental Black Mass)TOUR
  - ICBM(Inter Continental Black Mass)TOUR FINAL
  - 「全席死刑」LIVE BLACK MASS TOUR（D.C.17／2015）
  - 「続・全席死刑」LIVE BLACK MASS TOUR（D.C.17／2015）
  - 地獄の再審請求 -LIVE BLACK MASS　武道館-『控訴』『上告』（D.C.18／2016）
- 真・聖魔伝（D.C.23年／2021年6月6日発布）
- 聖飢魔II LIVE BLACK MASS D.C.23~25 PHOTOBOOK（D.C.26／2024）
- 悪魔の錬金術（D.C.26／2024）

## ゲームソフト
- 聖飢魔II 悪魔の逆襲 (CBSソニー ファミリーコンピュータ)
- 聖飢魔IIスペシャル 悪魔の逆襲 (CBSソニー MSX)

## iPhone / iPod touch App
- 聖飢魔II (Insidetech Inc. iPhone、iPod touch)